# Radio Bergeijk
Radio Bergeijk was een humoristisch VPRO-radioprogramma dat tussen 2001 en 2007 en opnieuw in 2019 en 2020 werd uitgezonden op Radio 1. Het programma ging over een fictief radiostation voor de (werkelijk bestaande) plaats Bergeijk in Noord-Brabant. In de eerste periode, van 3 april 2001 tot 6 oktober 2007, werden 612 afleveringen uitgezonden. Tussen februari 2010 en januari 2012 werd een deel van de afleveringen herhaald. Op 27 augustus 2019 begon een nieuwe reeks, die na een ruim jaar in 2020 alweer ten einde kwam. Het programma werd volledig geïmproviseerd door Pieter Bouwman en George van Houts. Overige medewerkers waren onder meer Lies Visschedijk, Margôt Ros, Hans van Beers, Ottolien Boeschoten, Jet van Boxtel, Marcel Musters, Gijs Scholten van Asschat, Ferry de Groot, Herman Koch, Kees Prins en Marjan Luif.

## Concept
Deze persiflage op lokale radiostations is voortgekomen uit enkele sketches van De Mannen van de Radio. 
Vaak werd het regionale of landelijke nieuws door Radio Bergeijk met een knipoog gebracht. Zo werd Medy van der Laan in Radio Bergeijk wethouder van mediazaken Lady van der Maan. Van der Maan had Radio Bergeijk ten voorbeeld gesteld voor het maken van echte radio. 
Aanvankelijk vanaf het bedrijventerrein Ekkersrijt, en later vanuit Grand Café Beeks (Desmet Studio's Amsterdam), verzorgden vaste presentatoren Peer van Eersel en Toon Spoorenberg, geassisteerd door technicus Tedje van Lieshout de uitzendingen. Vaste ingrediënten waren suffe jingles, knullige techniek, interviews over non-items en de persoonlijke problemen van de presentatoren. Radio Bergeijk ademde de sfeer van bederf en ondergang die tot uiting kwam in alcoholisme, seksuele frustratie alsmede homo- en allochtonenangst ("niet van hier" of "van boven de grote riolen") van de heren Van Eersel en Spoorenberg.
Verder hadden de radio-uitzendingen een hoog gehalte aan absurdisme dat vaak gekoppeld was aan bizarre ranzigheid, zoals blijkt uit reportages over "slachtafvalworstelen", "krachtkotsen" en "grafruimwedstrijden" tijdens het jaarlijkse "kerkhoffestival".

## Televisie
Vanaf eind april 2007 was op Nederland 3 kortstondig het programma Radio Bergeijk - Toewijding in Beeld te zien. Het was een docusoap van acht afleveringen over het werk van de radiomakers, geregisseerd door Pieter Verhoeff. Op last van de netcoördinator van Nederland 3 moest een proefprogramma van de soap aan een kijkerspanel worden vertoond, de reacties van het panel varieerden van afgrijzen tot schaterlachen.

## Nieuwe reeks
In 2017 was sprake van vergevorderde onderhandelingen tussen de makers en omroepvereniging VPRO over het heropstarten van de reeks als radioprogramma of podcast. Dit maakten Bouwman en Van Houts bekend in een vraaggesprek voor het BNNVARA-radioprogramma De Nieuws BV. In juli 2019 kondigde de VPRO aan dat er nieuwe afleveringen uitgezonden zouden worden vanaf 27 augustus dat jaar. Aan deze nieuwe serie kwam na een ruim jaar echter alweer een einde. Op 16 juli 2020 liet Pieter Bouwman via Twitter weten dat de VPRO had besloten te stoppen met de serie na oktober van dat jaar. Het bericht werd ook overgenomen op de Radio Bergeijk website.

## Medewerkers
- Toon Spoorenberg (Pieter Bouwman): presentator, ankerman
- Peer van Eersel (George van Houts): presentator, verslaggever
- Tedje van Lieshout (Mat Wijn): de technicus van Radio Bergeijk
- Lillian van Heeswijk (Lies Visschedijk): presentatrice, verslaggeefster
- Jeroen "toedeledokio" van Boxtel (George van Houts): quizmaster
- Maarten van Lommel: weerman
- Eveline van Bunschoten (Marjan Luif): oprichtster werkgroep Donker Overleg[5]
- Albertine van Oorschot: presentatrice
- Bets Overloon (Margôt Ros): interieurverzorgster van de radio-studio
- Jan Beeks (Pieter Bouwman): uitbater van tophorecalocatie grand café "Beeks"
- Tonnie van de Mortel (Hans van Beers): leverancier van tafelzuren en de alom bekende natte slappe lange Duitse zure worst. Tevens oprichter van de politieke partij "Bergeijk Terug" (lijst 6).
- Theo van Deursen (Pieter Bouwman): initiatiefnemer
- Noud "mag ik iets drinken" van Berkel (George van Houts): onbegrepen amateurtoneelregisseur
- Louis Lathouwers (George van Houts): organisator
- Meneer Hupier (George van Houts): Schoenmaker en eigenaar hakkenbar en WOII themapark
- Mevrouw Hamers-van Dongen (George van Houts): initiatiefneemster Gambiareis met Bergeijkse dames
- Harrie Heesters (George van Houts): ondernemer
- Joseph von Hündstädt (Pieter Bouwman): Duitse ambassadeur in ruste
- Sjef van Buul (Pieter Bouwman): reportagemaker
- Peter (Pieter Bouwman): uitbater van de Xanadu, later ook o.a. van de lokale Rabobank
- Lieve Goesting: Vlaamse scholiere die een tijdje haar eigen hippe rubriek had binnen de show

## Andere personages
- de broers Jaap en Klaas Groot: Kunnen samen niet aarden
- Staf Goossens: Een van Bergeijks slappere geesten
- Desiree Anku: Onderneemster in de Bergeijkse lingeriewereld. Weet altijd prikkelend voor de dag te komen
- Emily Wilkins-Klein: Doet aan massages all-in
- Diana Vernich: Begeleidt leden van de Stichting Omgebouwde Brabanders
- Erik van Dentum: Ziet er als twee druppels water uit als Jennifer Lopez
- Bart Scheer: Ziet er als twee druppels water uit als Britney Spears
- de heer Alblas: Is vijverexpert
- Mery Kuypers-Scherens: Is vrijwilliger bij vrijwilligershulpdienst 'Graag gedaan'
- Leo van de Woestijne: De éénwielfietsende ober
- Theo Daris: Peuterleider van Peuterspeelzaal Theo Daris
- Mevrouw Hurkens: Leest zelfgeschreven kinderverhaaltjes voor

## Rubrieken
- Gemeenteberichten: Allerhande berichten vanuit de gemeente Bergeijk.
- Studiogasten: Zeer regelmatig zijn er mensen die in de studio over een bepaald onderwerp komen praten.
- De open microfoon: Een rubriek waarin mensen hun ei kwijt kunnen voor de microfoon.
- Zomerspeciaal (zomer 2007): Introductie van een Bergeijkenaar die aan het einde van het programma zijn of haar mening geeft over de uitzending.
- Dames/vrouwenhoekje: Vrouwenrubriek over vrouwenklachten gepresenteerd door Miet van Bommel.
- Relatierubriek: Contactadvertenties.
- Gratis op of af te halen: Advertenties.
- Negernieuws de Tamtam: "Alles wat u had willen weten, wilt weten en zal willen weten over negers".
- Vacaturebank: Personeelshoek om met name ex-TBS'ers weer aan een baan te helpen.
- Lansbreekrubriek: Rubriek waarin luisteraars een lans kunnen breken voor "deze of gene en dit en dat".
- De Radio Bergeijk Radioreportage op de Radio: Reportages door zowel Peer als Toon (en af en toe anderen zoals Theo van Deursen of Tedje) over de meest uiteenlopende zaken.
- Reclame: Commercials van lokale ondernemers.
- Waterstanden: De standen van het water.
- Weer: Het weer besproken door Maarten van Lommel ("hier en daar neerslag, maar ook opklaringen en temperaturen rond het jaarlijks gemiddelde").
- Het wekelijkse gesprekje met de burgemeester: Eenmalige rubriek waarin de 'burgemeester' van Bergeijk de opheffing van Radio Bergeijk aankondigt, wegens irreversibele schade aan mede-Bergeijkenaren.
- Radio Bergeijk einde (zomer 2007): De uitgenodigde Bergeijkenaar geeft zijn of haar mening over de uitzending, waarna afgesloten wordt met een verzoekplaatje van zijn of haar keuze.
- Cassettes uit Gambia: Mevrouw Hamers-van Dongen reist met een groep vriendinnen af naar Gambia om daar de negers verlies- en rouwverwerking bij te brengen. Dit mondt vaak uit in het overlijden van een of meerdere dames.
- Quiz met Jeroen van Boxtel: Jeroen "Toedeledokio" van Boxtel is een personality in Bergeijk en presenteert vaak onbeschrijfelijk moeilijke quizzen die meer dan eens door Theo van Deursen worden geraden.
- Trends, Tips & Lifestyle: Gepresenteerd door Lilian van Heeswijk, een rubriek over onder andere het uitgaansleven in Bergeijk of nieuwtjes gericht op jongeren.
- Kunst in de studio: Rubriek waarin een artiest iets komt laten zien waar hij/zij goed in is. Een graag geziene gast is bijvoorbeeld Flippi de Clown.
- De Bergeijk Radiocolumn: Agoog Evert Konijn probeert een psychologisch probleem voor het voetlicht te brengen, maar komt daar dankzij Peer en Toon nauwelijks aan toe.
- Mestberichten: De giertijden (uitrijden van mest) worden voorgelezen door Lillian.
- Bedrijfsnieuws
- Gezondheidsnieuws
- Sportnieuws: Het nieuws over sport.
- Politieberichten
- Seniorenberichten: Voor senioren, door senioren. Door Jaap Groot.
- Filmrubriek: Waarin Peter van Bueren films bespreekt en vooral niet nalaat de clou te verklappen.
- Schokkende verhalen uit de oude trog van het Brabantsch Heem Streekhistorie met "sch".
- De prostitutieoccasion
- SOA van de dag: Hoe overdraagbaar is uw seksuele aandoening?
- De Keltische Boomhoroscoop: Wat voor een boom ben jij?
- Brievenrubriek 'Lieve Laura': Met Laura Lathouwers. Levensvragen met vaak als remedie "blijven smeren".
- Agrarisch Nieuws: Met boer De Boer.
- Zet Bergeijk op de kaart: Megalomane adviezen van Bergeijkenaren om Bergeijk "op de kaart te zetten" (onder andere een metrolijn met slechts één halte, een zeehaven en een eigen leger).
- Bellen met je mening: Luisteraars kunnen reageren op een stelling. Gepresenteerd door Peer van Eersel.
- Uit het leven van Lieve Goesting: Jongerenrubriek gepresenteerd door een Vlaamse scholiere.
- Wetenschapsnieuws Bergeijk: Het Bergeijkse nieuws over Bergeijkse wetenschap (en daar het nieuws van) met Peer van Eersel.
- De verborgen microfoon: Candid camera, maar dan anders, door Jeroen van Boxtel.
- Is dat nou wel zo?: Onderzoeksjournalistiek.
- Volkswijsheden: Bergeijkse wijsheden van vroeger en nu. Van het volk, voor het volk. Met Jaap Groot.
- Wat kunnen we leren van de dieren?
- Dansen met de radio: Cursus.
- Ingelaste zendtijd voor kinderen: Mevrouw Hurkens komt weer langs om een verhaaltje voor te lezen omdat dit moet van de gemeente Bergeijk. Houd je rustig Peer!

## Wetenswaardigheden
- Striptekenaar Jeroen de Leijer heeft voor de VPRO een vedettenstrip gemaakt, geïnspireerd op Radio Bergeijk.
- De achternamen van de medewerkers Peer, Tedje, Lilian en Jeroen verwijzen naar Brabantse plaatsen (Eersel, Lieshout, Heeswijk & Boxtel). Ook namen van gasten of incidentele medewerkers verwijzen vaak naar plaatsen in de omgeving van Bergeijk.
- Diverse bedrijven en instellingen die in het programma voorkomen zijn daadwerkelijk gevestigd in of rond Bergeijk. "TFC: The Filet Company", in het programma bekend van reclame voor onder meer "oude, over de datum zijnde filet americain" is ook betrokken bij andere, totaal branchevreemde aangelegenheden, Uitvaartverzorging Van der Stappen wordt in het programma afgeschilderd als een volslagen incompetente uitvaartonderneming. "Anku Lingerie" is vaste leverancier voor de prijzen die behaald zijn voor diverse quizzen of wedstrijden en "Hennie Kunnen Makelaardij" levert bij aankoop van een huis in Bergeijk een tweede of zelfs derde huis er gratis bij.
- "Passende" muziek in aansluiting op een item werd in de regel door Toon Spoorenberg aangekondigd als volgt: "Tedje, (item)muziek!"
- "Tedje van Lieshout" is een pseudoniem van radiokunstenaar Mat Wijn die eerder voor de VPRO onder meer de serie "De Wijde Blik" verzorgde.
- Vooral in de oudere afleveringen, waren alle inbellende luisteraars 42 jaar.